# Cometes flavipes
Cometes flavipes là một loài bọ cánh cứng trong họ Cerambycidae.